# 孫観
孫 観（そん かん、生没年不詳）は、中国後漢時代末期の武将。字は仲台。兗州泰山郡の人。兄は孫康。子は孫毓。『三国志』魏書臧覇伝の注に引く『魏略』によれば、「嬰子」という別名も有していたという。

## 正史の事跡
孫観に関する記述は、同伝の注に引く『魏書』の内容が最も詳しい。
臧覇と共に挙兵し、陶謙に従って黄巾賊を討伐したことで、騎都尉に任命された。その後、呉敦・尹礼と共に臧覇を指導者と仰ぎ、開陽に駐屯した。建安3年（198年）、曹操が呂布を滅ぼすと、先に降っていた臧覇の招請を受け、孫観も兄らと共に曹操配下となる。臧覇が琅邪国相に任命されると、孫観は北海太守、兄も城陽太守にそれぞれ任命されるという厚遇を受けた。
孫観は臧覇と共に徐州・青州の賊討伐に従事し、常に先陣を切って戦うことで臧覇に次ぐ功績を挙げ、呂都亭侯に任命された。建安10年（205年）春、曹操が南皮の袁譚を攻略した際には、臧覇と共に自身の子弟を人質として鄴に住まわせたことで、偏将軍に任命され、青州刺史に異動となった。濡須口で孫権を討伐した際には、仮節を授けられた。孫権との戦いの最中に流れ矢で左足を負傷したが、力戦奮闘し曹操の賞賛と慰労を受けた。この軍功により振威将軍となったが、矢傷の重さから、まもなく死去した。

## 物語中の孫観
小説『三国志演義』では、当初臧覇の部下ではなく、呉敦・尹礼・昌豨と共に泰山の山賊として扱われている。曹操と呂布の最終決戦に際して、呂布と同盟を結び蕭関を守備したが、曹操軍に敗れてしまう。呂布滅亡後、臧覇の説得を受け曹操に降伏するが、その後は作中に登場しない。